# 芸能人カレー部
芸能人カレー部（げいのうじんカレーぶ）は、カレーライス好きの芸能人やスタッフなどで結成された集まり。または彼らがプロデュースし、株式会社ジャズエンターテイメントが展開するカレー専門店の名称。

## 概要
1997年（平成9年）、長期海外ロケ中に現地の食事に飽きたスタッフがカレーをつくって食べたのが始まりで、帰国後も意気投合したメンバーの間で「カレーを食べる会」が開催されるようになり、これがのちに「カレー部」に発展、メディアへの露出が増えるにつれ、いつしか「芸能人カレー部」と呼ばれるようになった。
活動が本格化したのは2006年（平成18年）で、それまでカレー店へ行き食事をする程度の活動を行っていたのが、月1回のペースでお互いが自作したカレーの品評会をするようになり、これが話題となってカレー専門店の「芸能人カレー部」をオープンするまでに至った。芸能人カレー部がプロデュースした店舗は現在全国に6店舗（2010年12月現在、期間限定店舗は含まず）。2013年からは、部長・米村弘光のプロデュースする「米さんカレー」が、ももいろクローバーZの主催するライブ会場に出店されるようになった（スタジアム・ドーム等の大規模ライブ限定）。これは、米村が同グループのスタイリストを務めていることから実現したものである。毎回長蛇の列ができ、レトルトカレーも販売されている。
敷島製パン（Pasco）とコラボレートしたカレーパンや中島製菓製造のスナック菓子などもある。

## 参加芸能人
- 森下千里（副部長）
- 石田純一
- ラサール石井
- 武蔵
- 新山千春
- 益若つばさ

など
- 米村弘光（部長） - 芸能人ではないため公式サイトでは名前や顔が伏せられているが、本人はTwitterで部長であることを明かしている[2]。